# Hintermeilingen
Hintermeilingen is een plaats in de Duitse gemeente Waldbrunn (Westerwald), deelstaat Hessen, en telt 1313 inwoners (2005).

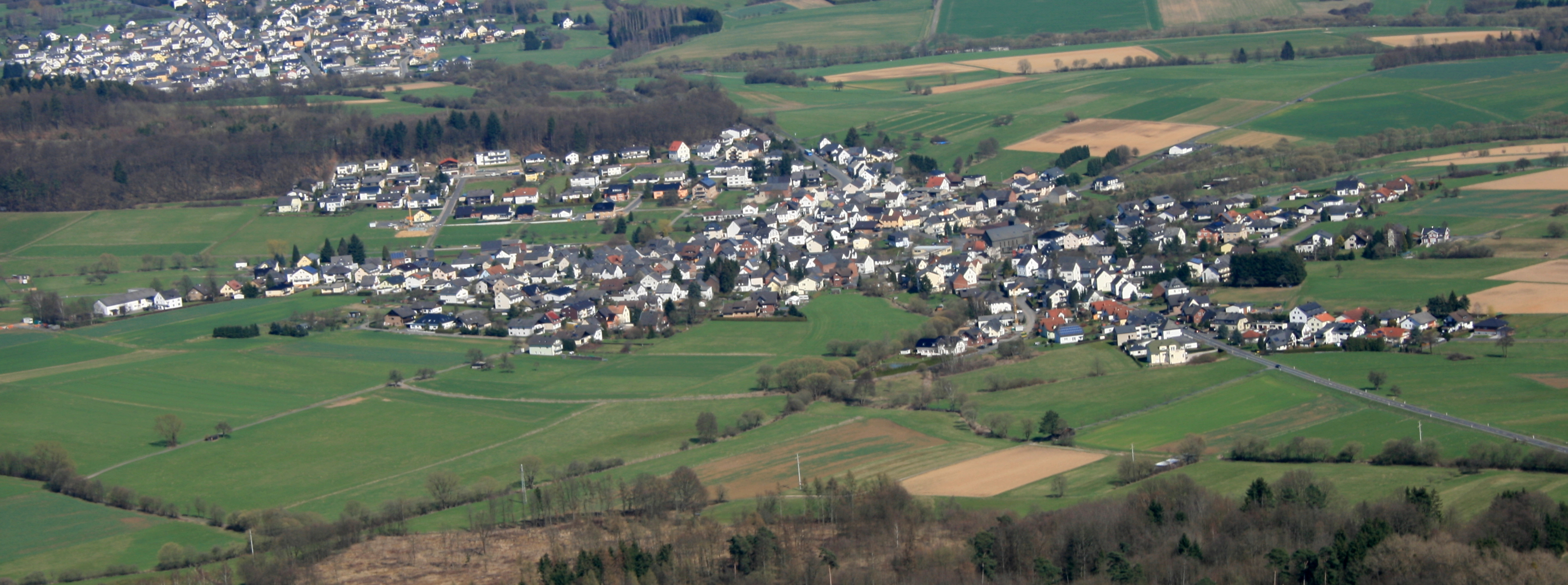
Hintermeilingen
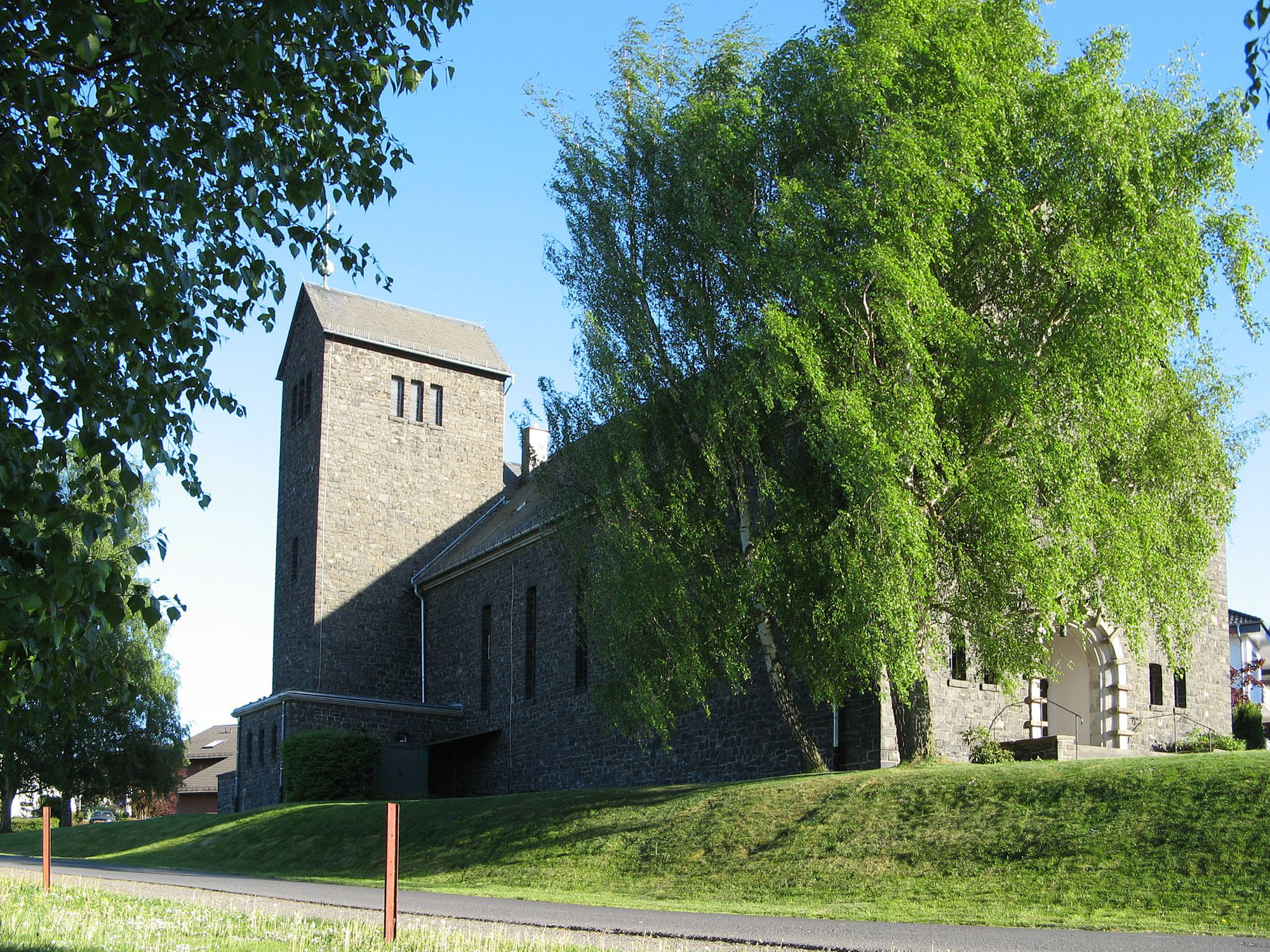
Kerk van Hintermeilingen